# Christine Ko
Christine Ko, född 3 augusti 1992 i Chicago, är en amerikansk skådespelare.
Ko har bland annat medverkat i TV-serierna The Great Indoors (2016-2017), Dave (2020-2023) och Only Murders in the Building (2021-2022) från 2023. Hon har även medverkat i filmen Sweet Pecan Summer från 2021.

## Filmografi (i urval)
- 2016-2017: The Great Indoors
- 2020-2023: Dave
- 2021-2022: Only Murders in the Building
- 2021: Sweet Pecan Summer